# Денисенко, Владимир Васильевич
Владимир Васильевич Денисенко (укр. Володимир Васильович Денисенко; род. 4 ноября 1943, село Безбородьки Драбовского района Черкасской области) — советский и украинский военный юрист, председатель Военной судебной коллегии — заместитель Председателя Верховного Суда Украины, генерал-полковник юстиции (1998), заслуженный юрист Украины (1998).

## Биография
В 1964 году окончил Саратовское артиллерийско-техническое училище, а в 1973 году — военно-юридический факультет Военно-политической академии имени В. И. Ленина, после чего занимал различные должности в системе военных судов: служил военным судьёй в трибуналах Киевского и Среднеазиатского военных округов, являлся председателем военного трибунала Улан-Удэнского гарнизона, заместителем председателя военного трибунала Забайкальского военного округа. Службу в Вооружённых Силах СССР закончил в должности председателя военного трибунала Северной группы войск.
В Вооружённых Силах Украины занимал должность председателя военного суда Западного региона Украины. Постановлением Верховной Рады Украины от 16 ноября 1993 года № 3600-XII избран первым председателем Военной судебной коллегии Верховного Суда Украины, а 24 февраля 1994 года постановлением № 4009-XII одновременно избран заместителем Председателя Верховного Суда Украины.
Занимал эти должности на протяжении десяти лет. Указом Президента Украины от 4 декабря 1998 года № 1332/98 Денисенко было присвоено звание генерал-полковника юстиции. Судья высшего квалификационного класса.
23 мая 2003 года переизбран Верховной Радой бессрочно, но уже через год, 20 мая 2004 года, по своей просьбе был уволен Верховной Радой от занимаемых должностей и вышел в отставку.